# Felice Palma
Felice Palma (Massa, 12 luglio 1583 – Massa, 6 settembre 1625) è stato uno scultore italiano.

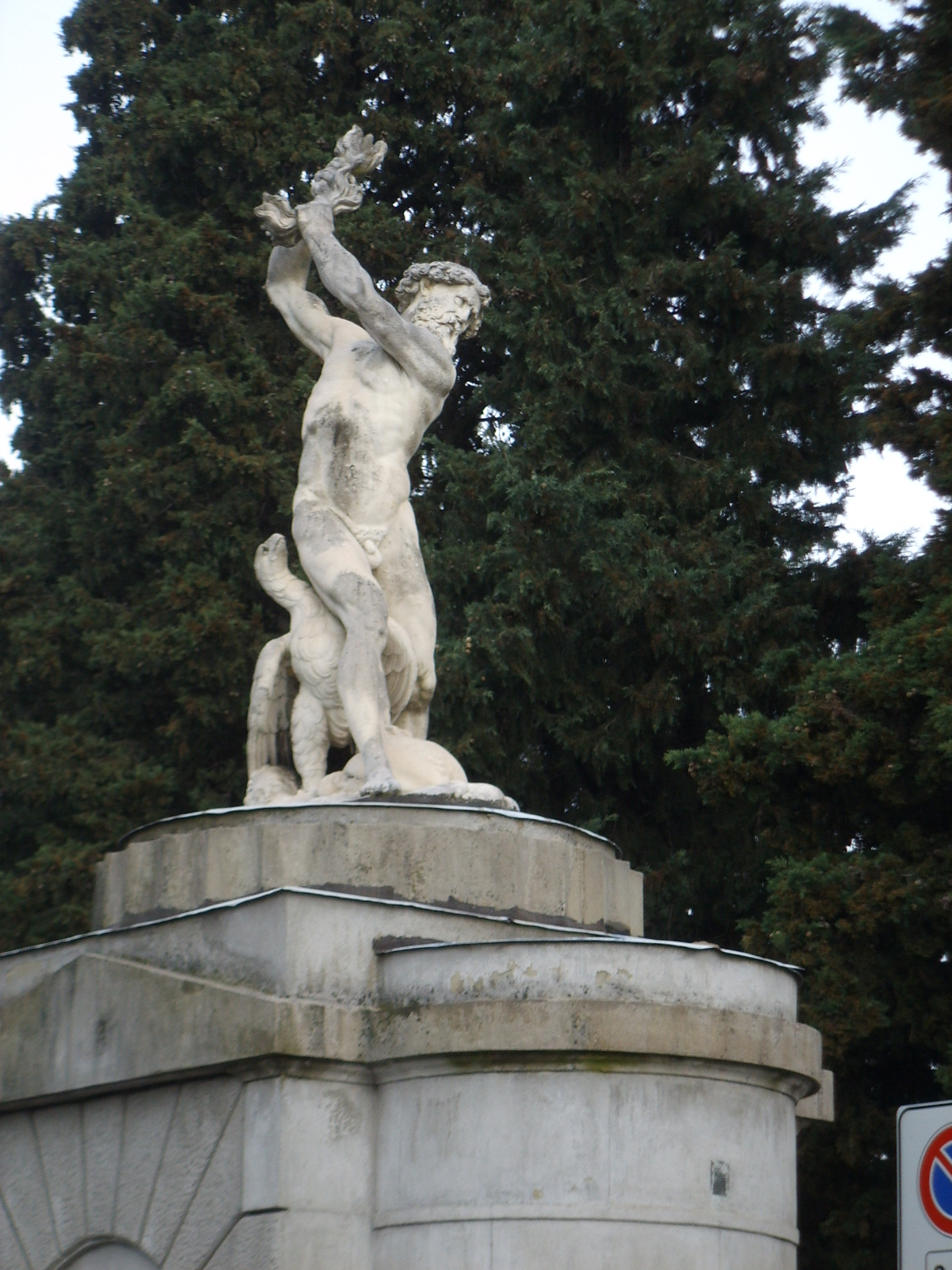
Villa di Poggio Imperiale, Giove saettante

Fu introdotto alla scultura del bronzo e del marmo da Tiziano Aspetti negli anni che vanno dal 1604, quando Aspetti si recò a vivere nella casa del nobile Camillo Berzighelli a Pisa, al 1606, l'anno della morte di Aspetti.
Per il Berzighelli realizzò un busto ritratto di sua moglie Virginia Usimbardi e rinnovò stilisticamente la sua villa di Capannoli, lavorando a disegni realizzati dall'Aspetti.
Nel Convento dei Cappuccini di Massa realizzò nel 1604 un gruppo raffigurante la Vergine con Bambino.
Nella Villa di Poggio Imperiale a Firenze scolpì il Giove saettante.
A Pisa scolpì inoltre il busto funerario di Tiziano Aspetti (1606, Museo Nazionale di San Matteo) che originariamente era posto sulla tomba dello scultore nella Chiesa di Santa Maria del Carmine.
Un Crocifisso bronzeo dello stesso artista si trova sopra l’altare della Cappella Usimbardi, nella Chiesa di Santa Trinità a Firenze.